# Mirko Drudi
Mirko Drudi (Cesena, 22 febbraio 1987) è un calciatore italiano, difensore del La Fiorita.

## Caratteristiche tecniche
Difensore centrale, in passato ha anche ricoperto il ruolo di centrocampista.

## Carriera
Cresciuto nel settore giovanile del Cesena, ha debuttato in prima squadra il 10 febbraio 2007 subentrando ad Adriano Mezavilla al 70' dell'incontro vinto 2-1 contro il Crotone. Impiegato solo in un'altra occasione nella stagione 2006-2007, negli anni successivi è stato ceduto in prestito in Serie C2 a Poggibonsi, Bassano Virtus e Valenzana, per poi essere acquistato a titolo definitivo dal Bassano Virtus.
Dal 2012 al 2014 ha giocato in Serie D con le maglie di Novese, Riccione e Romagna Centro e nel gennaio 2014 è tornato in C2 con il Forlì, dove è diventato ben presto titolare disputando 47 incontri nell'arco di una stagione e mezza.
Nel luglio 2015 si è trasferito al Santarcangelo. dove è rimasto una sola stagione per poi passare al Lecce al termine del campionato. Con il club giallorosso è rimasto una stagione e mezza giocando 37 incontri in Serie C e nel gennaio 2018 è stato ceduto al Trapani.
Il 4 luglio 2018 si è trasferito al Cittadella, approdando per la prima volta in Serie B; ha debuttato nel campionato cadetto il 26 agosto seguente disputando l'incontro vinto 3-0 contro il Crotone.
Il 2 settembre 2019 firma con il Pescara, dove rimarrà per tre stagioni. Il 26 luglio 2022 viene tesserato dal Monopoli, in Serie C. Dal 2023 al 2025 gioca invece in Serie D con la maglia del Forlì, con cui nella stagione 2024-2025 vince il campionato.
Nell'estate del 2025 va a giocare a San Marino con il Tre Fiori, con cui prendendo parte ai turni preliminari della UEFA Conference League 2025-2026 fa il suo esordio nelle competizioni UEFA per club.

## Statistiche

### Presenze e reti nei club
Statistiche aggiornate al 20 maggio 2025.
| Stagione             | Squadra              | Campionato           | Campionato | Campionato | Coppe nazionali | Coppe nazionali | Coppe nazionali | Coppe continentali | Coppe continentali | Coppe continentali | Altre coppe | Altre coppe | Altre coppe | Totale | Totale |
| Stagione             | Squadra              | Comp                 | Pres       | Reti       | Comp            | Pres            | Reti            | Comp               | Pres               | Reti               | Comp        | Pres        | Reti        | Pres   | Reti   |
| -------------------- | -------------------- | -------------------- | ---------- | ---------- | --------------- | --------------- | --------------- | ------------------ | ------------------ | ------------------ | ----------- | ----------- | ----------- | ------ | ------ |
| 2009-2010            | Bassano              | 2D                   | 7          | 0          | CI-LP           | 0               | 0               | -                  | -                  | -                  | -           | -           | -           | 7      | 0      |
| 2010-2011            | Valenzana            | 2D                   | 23         | 2          | CI-LP           | 3               | 0               | -                  | -                  | -                  | -           | -           | -           | 26     | 2      |
| 2011-2012            | Bassano              | 1D                   | 19         | 0          | CI-LP           | 4               | 1               | -                  | -                  | -                  | -           | -           | -           | 23     | 1      |
| Totale Bassano       | Totale Bassano       | Totale Bassano       | 26         | 0          |                 | 4               | 1               |                    | -                  | -                  |             | -           | -           | 30     | 1      |
| 2012-gen. 2013       | Novese               | D                    | 11         | 0          | CI-D            | 0               | 0               | -                  | -                  | -                  | -           | -           | -           | 11     | 0      |
| gen.-giu. 2013       | Riccione             | D                    | 14         | 1          | CI-D            | -               | -               | -                  | -                  | -                  | -           | -           | -           | 14     | 1      |
| 2013-gen. 2014       | Romagna Centro       | D                    | 18         | 4          | CI-D            | 0               | 0               | -                  | -                  | -                  | -           | -           | -           | 18     | 4      |
| gen.-giu. 2014       | Forlì                | 2D                   | 8+3        | 2+1        | CI-LP           | -               | -               | -                  | -                  | -                  | -           | -           | -           | 11     | 3      |
| 2014-2015            | Forlì                | LP                   | 34+2       | 2          | CI-LP           | 1               | 0               | -                  | -                  | -                  | -           | -           | -           | 37     | 2      |
| Totale Forlì         | Totale Forlì         | Totale Forlì         | 42+5       | 4+1        |                 | 1               | 0               |                    | -                  | -                  |             | -           | -           | 48     | 5      |
| 2015-2016            | Santarcangelo        | LP                   | 23         | 0          | CI-LP           | 0+2             | 0               | -                  | -                  | -                  | -           | -           | -           | 25     | 0      |
| ago. 2016            | Santarcangelo        | LP                   | 0          | 0          | CI-LP           | 1               | 0               | -                  | -                  | -                  | -           | -           | -           | 1      | 0      |
| Totale Santarcangelo | Totale Santarcangelo | Totale Santarcangelo | 23         | 0          |                 | 3               | 0               |                    | -                  | -                  |             | -           | -           | 26     | 0      |
| ago. 2016-2017       | Lecce                | LP                   | 24+1       | 0          | CI+CI-LP        | 0+1             | 0               | -                  | -                  | -                  | -           | -           | -           | 26     | 0      |
| 2017-gen. 2018       | Lecce                | C                    | 12         | 0          | CI+CI-C         | 3+1             | 0               | -                  | -                  | -                  | -           | -           | -           | 16     | 0      |
| Totale Lecce         | Totale Lecce         | Totale Lecce         | 36+1       | 0          |                 | 5               | 0               |                    | -                  | -                  |             | -           | -           | 42     | 0      |
| gen.-giu. 2018       | Trapani              | C                    | 14+2       | 2          | CI+CI-C         | -               | -               | -                  | -                  | -                  | -           | -           | -           | 16     | 2      |
| 2018-2019            | Cittadella           | B                    | 22+1       | 0          | CI              | 1               | 0               | -                  | -                  | -                  | -           | -           | -           | 24     | 0      |
| ago.-set. 2019       | Cittadella           | B                    | 1          | 0          | CI              | 2               | 0               | -                  | -                  | -                  | -           | -           | -           | 3      | 0      |
| Totale Cittadella    | Totale Cittadella    | Totale Cittadella    | 23+1       | 0          |                 | 3               | 0               |                    | -                  | -                  |             | -           | -           | 27     | 0      |
| set. 2019-2020       | Pescara              | B                    | 27         | 0          | CI              | -               | -               | -                  | -                  | -                  | -           | -           | -           | 27     | 0      |
| 2020-2021            | Pescara              | B                    | 10         | 0          | CI              | 0               | 0               | -                  | -                  | -                  | -           | -           | -           | 10     | 0      |
| 2021-2022            | Pescara              | C                    | 25+2       | 2          | CI-C            | 1               | 0               | -                  | -                  | -                  | -           | -           | -           | 28     | 2      |
| Totale Pescara       | Totale Pescara       | Totale Pescara       | 62+2       | 2          |                 | 1               | 0               |                    | -                  | -                  |             | -           | -           | 65     | 2      |
| 2022-2023            | Monopoli             | C                    | 14         | 0          | CI-C            | 0               | 0               | -                  | -                  | -                  | -           | -           | -           | 14     | 0      |
| 2023-2024            | Forlì                | D                    | 16         | 0          | CI-D            | 0               | 0               | -                  | -                  | -                  | -           | -           | -           | 16     | 0      |
| 2024-2025            | Forlì                | D                    | 25+2       | 0          | CI-D            | 0               | 0               | -                  | -                  | -                  | -           | -           | -           | 27     | 0      |
| Totale Forlì         | Totale Forlì         | Totale Forlì         | 41+2       | 0          |                 | 0               | 0               |                    |                    |                    |             |             |             | 43     | 0      |
| Totale carriera      | Totale carriera      | Totale carriera      | 360        | 16         |                 | 20              | 1               |                    | -                  | -                  |             | -           | -           | 380    | 17     |

## Palmarès
- Serie D: 1

Forlì: 2024-2025 (girone D)